# منصور محمد الكيخيا
منصور محمد الكيخيا أكاديمي وسياسي ليبي وعضو سابق في المجلس الوطني الانتقالي ممثلًا لمدينة بنغازي. وهو خريج جامعة بروفانس، حيث حصل منها على درجة الدكتوراه في الجغرافيا السكانية بامتياز في عام 1986.[بحاجة لمصدر] اشتهر الكيخيا في بنغازي بدوره مع الحركة العامة للكشافة والمرشدات في ليبيا، إذ حصل على وسام الذئب البرونزي.